# بليك أهيرن
بليك أهيرن (بالإنجليزية: Blake Ahearn)‏ مواليد 27 مايو 1984 في سانت لويس، هو لاعب كرة سلة أمريكي بدأ مسيرته الاحترافية في سنة 2007. يبلغ طوله 6 قدم 2 بوصة (1.9 م).

## فرق لعب لها
- ميامي هيت
- سان أنطونيو سبرز
- سي بي إستوديانتس

## إحصائيات المسيرة

### الموسم الاعتيادي
| السنة   | الفريق           | لعب | بدأ | دقيقة | ميداني% | ثلاثية | حرة   | ارتداد | صنع | استلاب | تصدي | نقطة |
| ------- | ---------------- | --- | --- | ----- | ------- | ------ | ----- | ------ | --- | ------ | ---- | ---- |
| 2007–08 | ميامي هيت        | 12  | 0   | 14.8  | .263    | .294   | .968  | 1.6    | 1.6 | .5     | .0   | 5.8  |
| 2008–09 | سان أنطونيو سبرز | 3   | 0   | 6.3   | .333    | .500   | 1.000 | .3     | .7  | .3     | .0   | 2.7  |
| 2011–12 | يوتاه جاز        | 4   | 0   | 7.5   | .286    | .222   | .000  | .5     | .3  | .0     | .0   | 2.5  |
| المسيرة |                  | 19  | 0   | 11.9  | .273    | .298   | .970  | 1.2    | 1.2 | .4     | .0   | 4.6  |

### التصفيات
| السنة   | الفريق    | لعب | بدأ | دقيقة | ميداني% | ثلاثية | حرة  | ارتداد | صنع | استلاب | تصدي | نقطة |
| ------- | --------- | --- | --- | ----- | ------- | ------ | ---- | ------ | --- | ------ | ---- | ---- |
| 2012 ‏   | يوتاه جاز | 3   | 0   | 2.7   | .667    | 1.000  | .000 | .0     | .7  | .0     | .0   | 1.7  |
| المسيرة |           | 3   | 0   | 2.7   | .667    | 1.000  | .000 | .0     | .7  | .0     | .0   | 1.7  |

## روابط خارجية
- بليك أهيرن على موقع إن بي أي (الإنجليزية)
- بليك أهيرن على موقع سبورتس رفرنس (الإنجليزية)
- بليك أهيرن على موقع الدوري الإسباني لكرة السلة (الإسبانية)
- بليك أهيرن على موقع كرة السلة الأوروبية.كوم (الإنجليزية)
- بليك أهيرن على موقع DraftExpress.com (الإنجليزية)
- بليك أهيرن على موقع كلية كرة السلة في سبورتس رفرنس.كوم (الإنجليزية)
- بليك أهيرن على موقع ريلجم (الإنجليزية)
- بليك أهيرن على موقع بروبوليرز (الإنجليزية)
- بليك أهيرن على موقع سبورتس رفرنس (الإنجليزية)
- بليك أهيرن على موقع سبورتس رفرنس (الإنجليزية)